# Nanggol

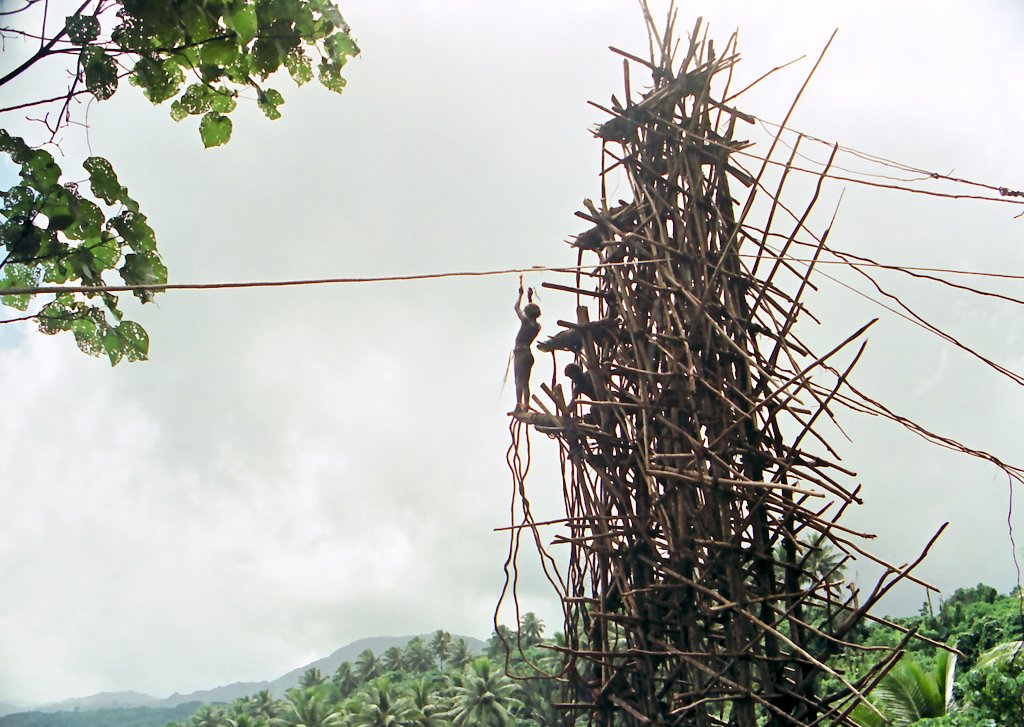
Nanggol

Nanggol nebo naghol je rituál domorodců z vanuatského ostrova Pentecost, který provozují mladí muži v rámci oslav sklizně jamů (duben a květen). Účastníci se vrhají z dřevěných věží vysokých dvacet až třicet metrů, k nimž jsou připoutáni liánami uvázanými kolem kotníků. Pružná liána zastaví skokana těsně nad zemí, která je z bezpečnostních důvodů zkypřená.
Původ zvyku je spojován s legendou o nevěrné manželce, která při útěku před manželem skočila z palmy a přežila, protože byla připoutána k liáně, zatímco její muž se zabil. 
Skoky jsou populární turistickou atrakcí. V roce 1974 jim při své návštěvě ostrova přihlížela královna Alžběta II. Bylo to však v ročním období, kdy nejsou liány dostatečně pružné, což vedlo ke smrti jednoho účastníka.
Nanggol je předchůdcem bungee jumpingu.